# Kései tejelőgomba
A kései tejelőgomba (Lactarius hepaticus) a galambgombafélék családjába tartozó, Európában és Észak-Amerikában honos, fenyvesekben élő, nem ehető gombafaj. 

## Megjelenése
A kései tejelőgomba kalapja 3-9 cm széles, alakja fiatalon domború, majd laposan vagy kissé bemélyedően kiterül. Felszíne sima. Színe sötét téglavörös, májvörös, vörösbarna vagy barna. Nem zónázott, de közepe gyakran sötétebb. 
Húsa vékony, halványbarna színű, levegőn nem változik. Sérülésre fehér tejnedvet ereszt, mely nem vált színt vagy lassan kissé sárgul. Szaga nem jellegzetes, íze többé-kevésbé keserű és csípős. 
Sűrű lemezei tönkhöz nőttek vagy kissé lefutók. Színük fehéres, barnásrózsaszínes vagy halványbarna. 
Tönkje 4−9 cm magas és 0,8-1 cm vastag. Alakja nagyjából hengeres. Felülete sima, színe a kalapéval megegyező. 
Spórapora krémszínű. Spórája széles ellipszis alakú, felülete szemölcsös, a köztük lévő gerincek néha részleges hálózatot alkotnak; mérete 7,5-9 x 6-7 µm. 

### Hasonló fajok
A korai tejelőgomba, a rőt tejelőgomba, a barnásvörös tejelőgomba és a tőzegmoha-tejelőgomba hasonlít hozzá. 

## Elterjedése és termőhelye
Európában honos. 
Fenyvesekben él, elsősorban lucfenyő alatt fordul elő. Nyár végétől késő őszig terem. 

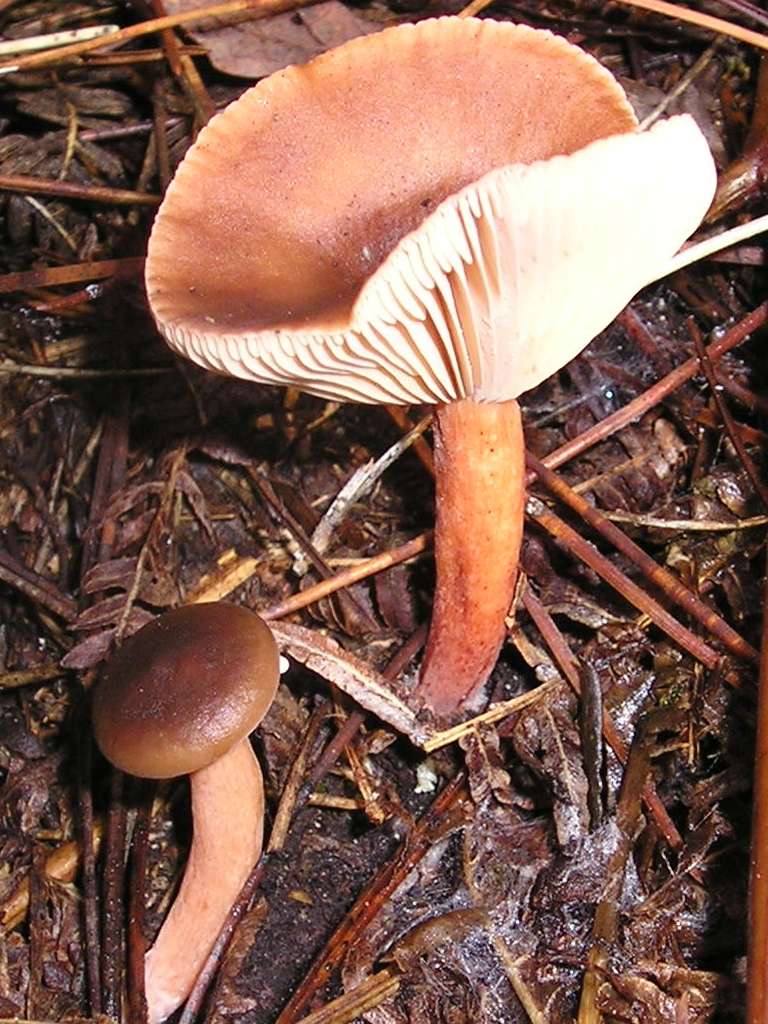
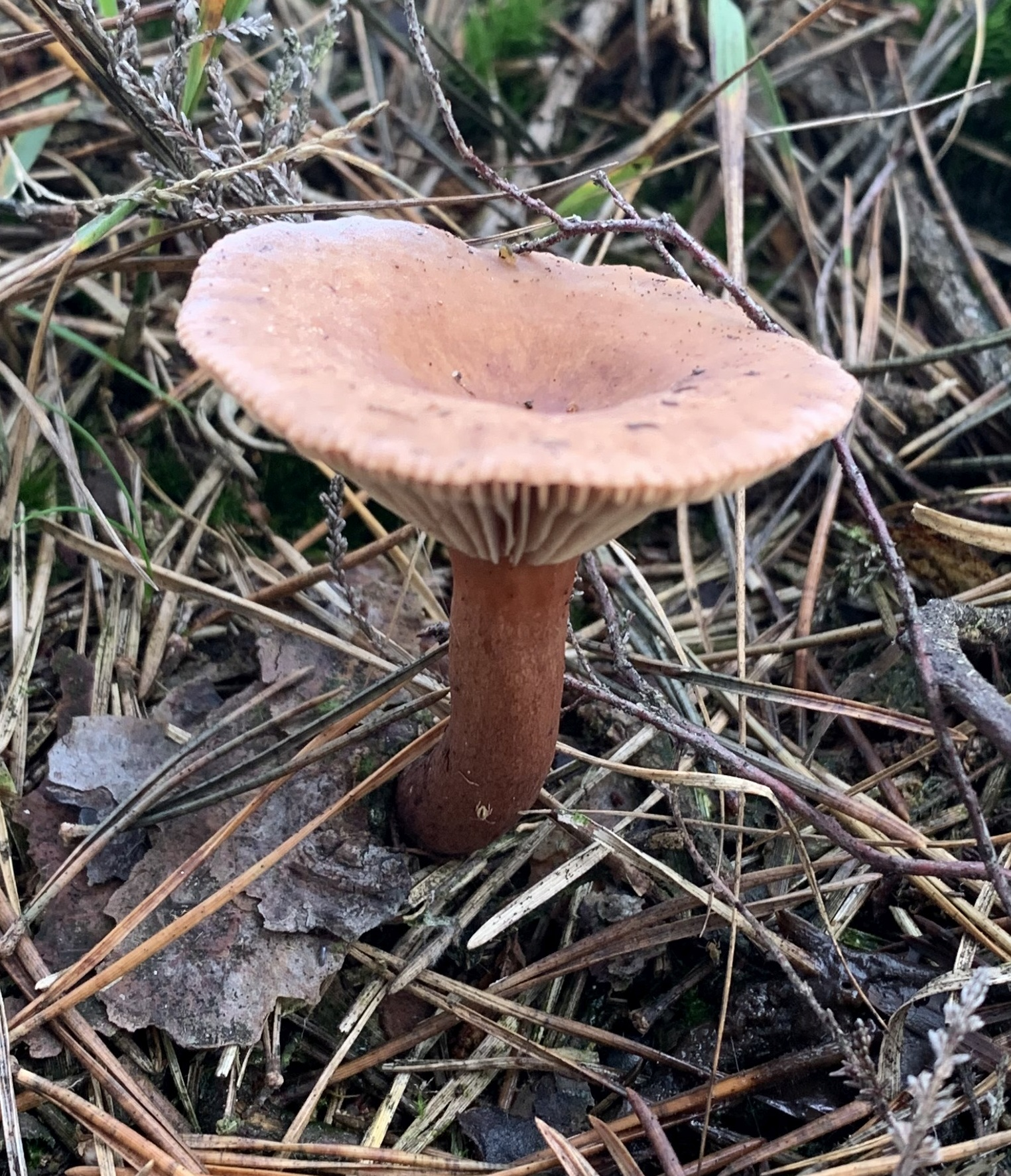
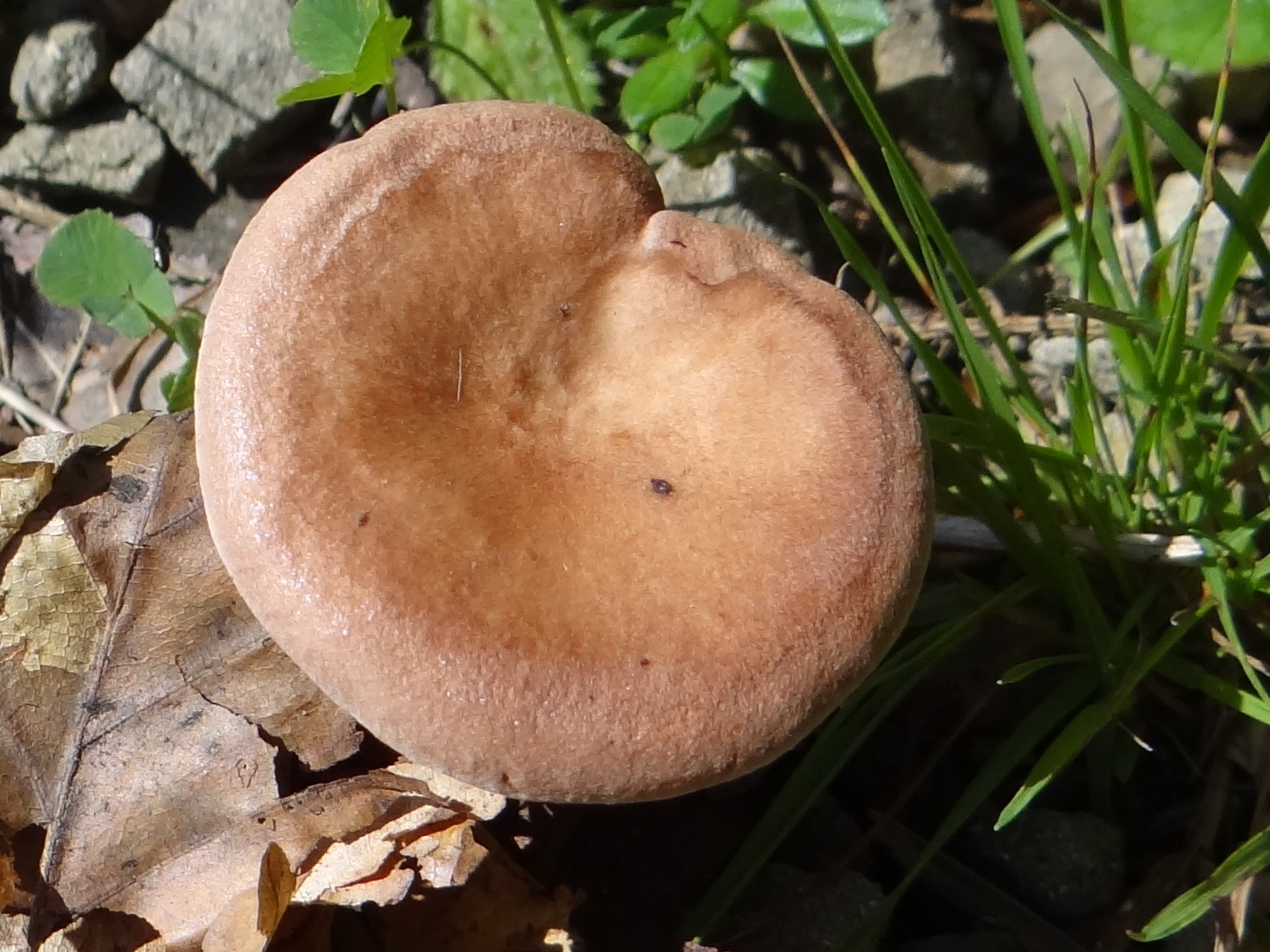
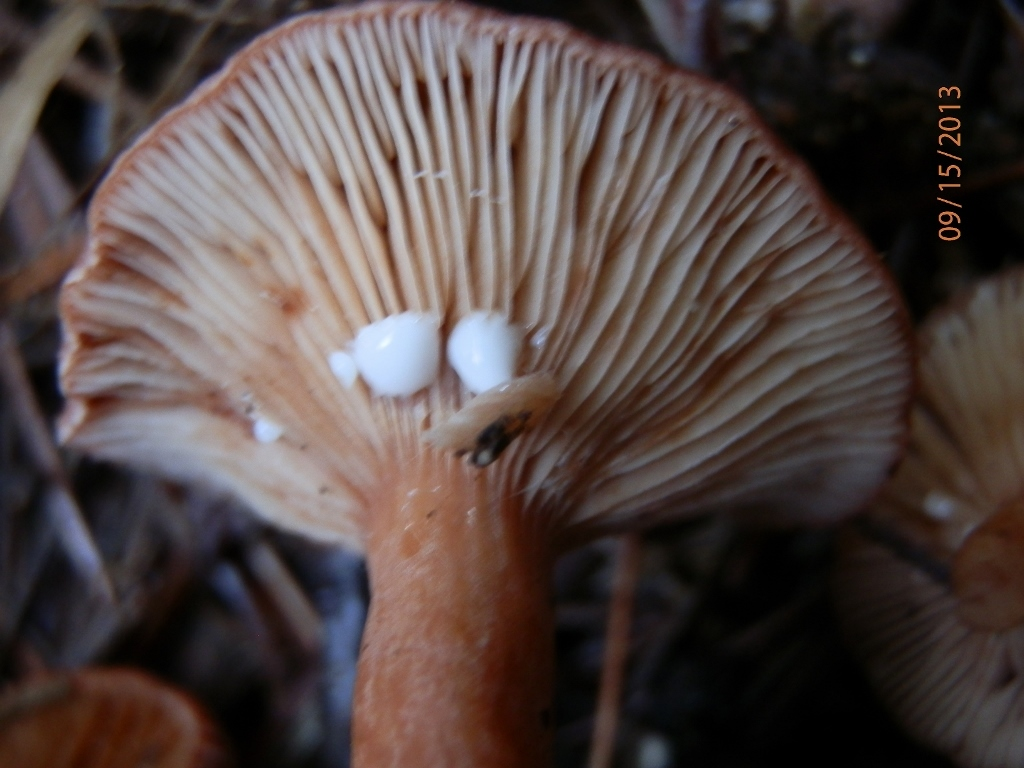
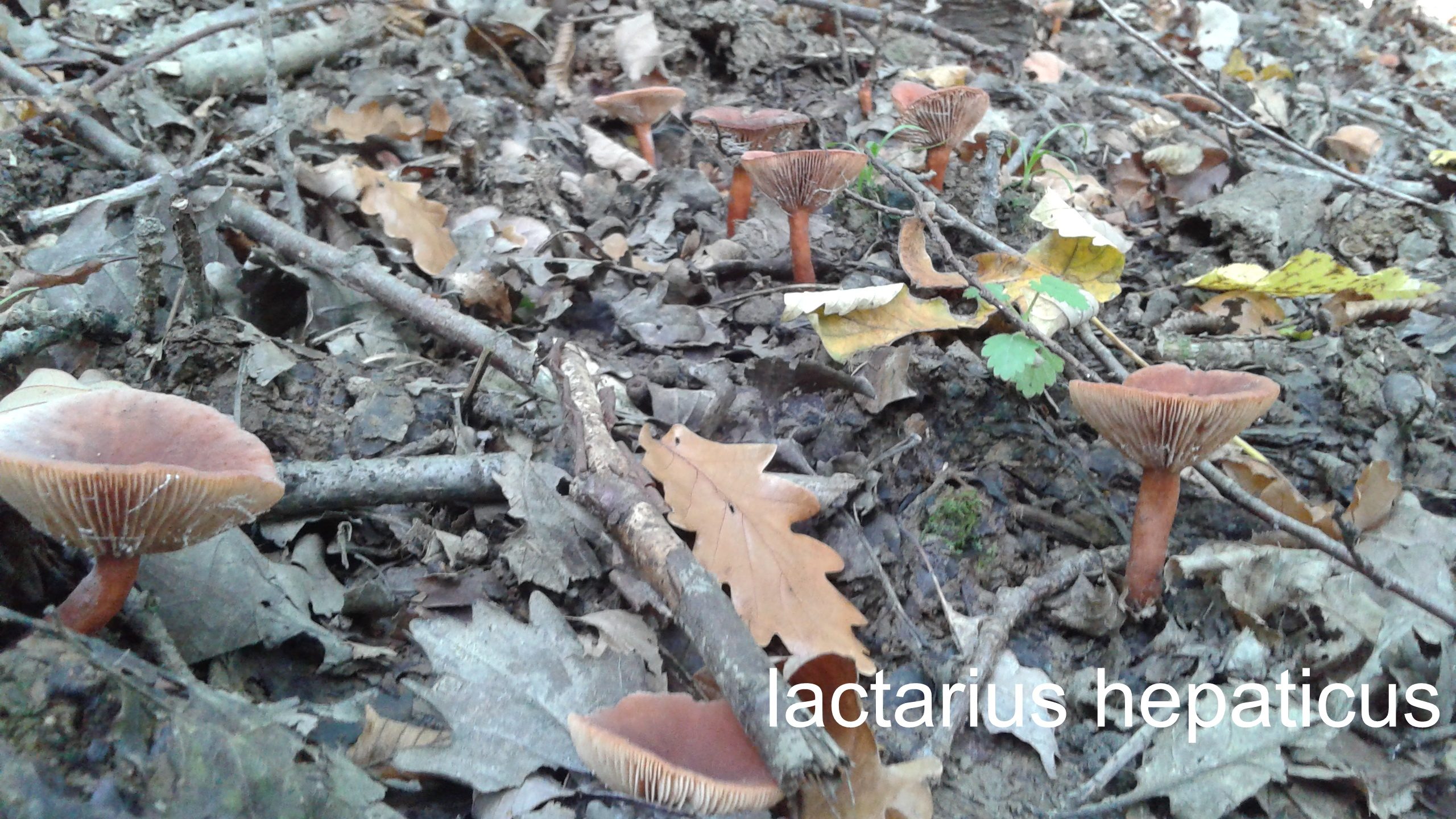

Nem ehető.